# Agricoltura integrata
L'agricoltura integrata o produzione integrata è un sistema agricolo di produzione a basso impatto ambientale, in quanto prevede l'uso coordinato e razionale di tutti i fattori della produzione allo scopo di ridurre al minimo il ricorso a mezzi tecnici che hanno un impatto sull'ambiente o sulla salute dei consumatori.

## Aspetti generali
In particolare, il concetto di agricoltura integrata prevede lo sfruttamento delle risorse naturali finché sono in grado di surrogare adeguatamente i mezzi tecnici adottati nell'agricoltura convenzionale e solo il ricorso a questi ultimi quando si reputano necessari per ottimizzare il compromesso fra le esigenze ambientali e sanitarie e le esigenze economiche. In merito alle tecniche disponibili, a parità di condizioni, la scelta ricade prioritariamente su quelle di minore impatto e, in ogni modo, esclude quelle di elevato impatto.
Gli ambiti di applicazione principali dell'agricoltura integrata sono principalmente quattro:
- Fertilizzazione
- Lavorazioni del terreno
- Controllo delle infestanti
- Difesa dei vegetali

## Fertilizzazione
La fertilizzazione è condotta secondo criteri conservativi della fertilità chimica, perciò il ricorso alla concimazione minerale è ammesso per mantenere alti i livelli di fertilità e di produttività delle colture. I criteri dell'agricoltura integrata si applicano, in generale, sfruttando nei limiti del possibile il ciclo della sostanza organica, ricorrendo a tecniche che limitano la mineralizzazione e che apportano al terreno materiali organici, e integrando i fabbisogni delle colture con la concimazione chimica. Per quanto concerne la concimazione chimica, le dosi, l'epoca e la tecnica di distribuzione devono essere approntate con l'obiettivo di prevenire i fenomeni di dilavamento e conseguente inquinamento delle falde acquifere.

## Lavorazioni del terreno
Le lavorazioni del terreno devono essere condotte con l'obiettivo di prevenire la degradazione della struttura del terreno e l'erosione. Nonostante non ci siano preclusioni alle lavorazioni tradizionali, trovano un inserimento ottimale tecniche conservative quali il minimum tillage, il sod seeding, l'inerbimento, ecc. Tali tecniche sono spesso rimposte, dai disciplinari di produzione integrata, nei terreni declivi oltre certe pendenze, al fine di prevenire del tutto l'erosione e il dissesto idrogeologico.

## Controllo delle infestanti
Il controllo delle piante infestanti va naturalmente fatto sfruttando tecniche che limitano il ricorso al diserbo chimico. Sono compatibili con questo obiettivo, ad esempio, le false semine, le rotazioni colturali, il diserbo meccanico, ecc.
Il diserbo chimico si adotta impiegando principi attivi a basso impatto, poco persistenti o con un'azione residuale limitata, soprattutto per evitare possibili effetti residui nel terreno e l'inquinamento delle falde.

## Difesa dei vegetali
La difesa dei vegetali è l'ambito in cui la produzione integrata ha trovato una più larga applicazione. La strategia di difesa si basa esclusivamente sulla lotta integrata, ossia sull'impiego razionale di mezzi di difesa biologici, chimici, biotecnici, agronomici.
La lotta integrata sfrutta nei limiti del possibile la lotta biologica e richiede il monitoraggio della dinamica delle popolazioni dei fitofagi e dell'andamento delle infestazioni al fine di intervenire solo al superamento della soglia di intervento, secondo i criteri della lotta guidata e, infine, ricorre alle biotecnologie (es. tecnica del maschio sterile, confusione sessuale, ecc.) e ai mezzi biotecnici (uso delle trappole per monitoraggio e cattura massale, con impiego dei feromoni e altri attrattivi, reti antinsetto, ecc.).
L'uso dei fitofarmaci è improntato sull'obiettivo di ridurre complessivamente il quantitativo di prodotti chimici liberati nell'ambiente, ridurre al minimo il rischio di salute dei consumatori e ridurre al minimo l'impatto sugli organismi ausiliari (predatori, parassitoidi, pronubi, ecc.). La scelta dei principi attivi ricade necessariamente su prodotti a basso spettro d'azione o ad alta selettività, a bassa persistenza e a basso rischio di induzione di fenomeni di resistenza, a prescindere dalla loro natura. È intuitivo che i prodotti di origine biologica siano preferibili ai principi attivi di sintesi, in realtà questa convinzione è concettualmente errata. Ad esempio, l'uso del rotenone, un insetticida biologico a tutti gli effetti, è bandito dalla lotta integrata a causa del suo largo spettro d'azione ed è ammesso dai disciplinari solo in casi di comprovata necessità e sotto il controllo degli Osservatori fitosanitari, mentre insetticidi di sintesi come i regolatori di crescita hanno spesso un impatto ridottissimo sull'entomofauna utile purché usati secondo criteri di razionalità.

## Regolamentazione
Attualmente le normative e le linee guida che regolano l'agricoltura integrata, sono di carattere regionale e non hanno né un inquadramento nazionale né europeo. La gestione delle produzioni, le regole e i controlli sono improntati su base territoriale o, addirittura associazionistica: i disciplinari di produzione integrata sono infatti definiti dalle Regioni o altri Enti locali, oppure da Associazioni di produttori e la loro connotazione può differire molto da contesto a contesto. I "prodotti integrati" sono spesso distribuiti con marchi privati di tipo commerciale. Con la legge 3 febbraio 2011, n.4 "Disposizioni in materia di etichettatura e di qualità dei prodotti alimentari", all'art.2 si disciplina il "Sistema di qualità nazionale di produzione integrata" (SQNPI).

## Produzione integrata e agricoltura sostenibile
L'agricoltura integrata può rappresentare un compromesso tra l'agricoltura convenzionale e quella biologica. Secondo un punto di vista che rispecchia molteplici esigenze è il modo più evoluto per realizzare l'agricoltura sostenibile per i seguenti motivi:
- ottimizza l'uso delle risorse e dei mezzi tecnici disponibili per conseguire la quantità di produzione necessaria alla richiesta nazionale ed internazionale;
- produce cibi sani e sicuri, conservando e proteggendo le risorse ambientali;
- osserva le normative nazionali e comunitarie;
- supera i concetti di lotta biologica, di agricoltura biologica, di allevamento biologico, in quanto non sufficienti a soddisfare le esigenze di un'agricoltura di mercato;
- viene realizzata seguendo le linee guida indicate dai disciplinari e misurando i progressi conseguiti con sistemi di autodiagnosi delle aziende agricole.